# Maria Luisa Busi
Maria Luisa Busi (* 24. März 1964 in Mailand) ist eine italienische Journalistin. Sie ist seit dem 1. Juni 1989 im Berufsregister der professionellen Journalisten gemeldet. Sie war seit 1992 Nachrichtensprecherin der Hauptnachrichten von Rai 1 der staatlichen Sendeanstalt RAI.

## Leben
Am 21. Mai 2010 reichte sie ihren freiwilligen Rücktritt ein, da sie mit den Vorgaben des Chefredakteurs Augusto Minzolini, der 2009 von Ministerpräsident Silvio Berlusconi für diesen Posten vorgeschlagen wurde, nicht einverstanden war.
Im Februar 2010 fällte Maria Luisa Busi in einer Live-Übertragung ein kritisches Urteil über die Situation nach dem Erdbeben von L’Aquila 2009, da sie diese schwerer einschätzte, als sie von Seiten des TG1 dargestellt wurde. Im März 2010 nahm Maria Luisa Busi in einem Interview Stellung gegenüber den Entlassungen ihrer Kollegen Tiziana Ferrario, Paolo Di Giannantonio, Piero Damosso und Massimo De Strobel, veranlasst durch den Chefredakteur des TG1 Augusto Minzolini.
Ausgangspunkt hierzu war die Verweigerung Busis, ein von Minzolini aufgesetztes Kommuniqué bezüglich der Affäre Mills – dem langjährigen und verurteilten Anwalt des italienischen Ministerpräsidenten Silvio Berlusconis – zu unterschreiben. Minzolini antwortete ihr darauf mit einer offiziellen Abmahnung, in der er der Journalistin vorwarf, unautorisiert gehandelt zu haben, da sie unter anderem offenlegte, dass die Zuschauerquoten der Nachrichtensendung TG1 seit Übernahme Minzolinis erheblich eingebrochen waren.
Nach erregten, öffentlichen Diskussionen und redaktionsinternen Auseinandersetzungen über den Informationsgehalt, Grad der Priorität und Objektivität der von TG1 gesendeten Nachrichten, verließ Busi am 21. Mai 2010 ihren Posten als Sprecherin der wichtigsten italienischen Nachrichtensendung, mit einem öffentlichen Brief an Minzolini, in dem sie die Gründe ihres Rücktritts darlegt:

„[…] Ein Journalist hat nur ein einziges Mittel, um seine eigenen professionellen Überzeugungen zu verteidigen: einen Artikel nicht zu unterschreiben. Ein/e Nachrichtensprecher/in kann in diesem Fall nur sein/ihr Gesicht zurückziehen. Das Vertrauen der Zuschauer beruht nämlich in der Tat auf der Bindung des Moderators zu den von ihm/ihr präsentierten Nachrichten […].“

Zu ihrem Rücktritt erhielt Busi sowohl Kritik als auch Zustimmung, unter anderem von Paolo Garimberti, dem Präsidenten der parlamentarischen Kommission zur Unabhängigkeit der öffentlichen Medien, der unter anderem erklärte, dass das TG1 bewusst Infotainment betreibe, um wichtige Nachrichten zu unterschlagen.
Antonio Di Pietro, der Parteivorsitzende der „Italienischen Wertepartei“ (Italia dei Valori), kommentierte den aufsehenerregenden Rücktritt Busis mit den Worten:

„Unsere uneingeschränkte Solidarität gilt Maria Luisa Busi, einer professionellen Journalistin die zu einem weiteren ungezählten Opfer, eines von Söldnern ausegeübten Machtmissbrauchs geworden ist, die ihre Befehle aus dem Palazzo Grazioli (dem Wohnsitz Silvio Berlusconis in Rom) empfangen.“

Nach ihrem Rücktritt als Nachrichtensprecherin bei Rai 1 wechselte Maria Luisa Busi im Herbst 2010 zu Rai 3. Dort leitete sie ab Oktober 2010 eine wöchentlich zur Hauptsendezeit ausgestrahlte Hintergrundsendung. Die Sendung Articolo 3 wurde jedoch bereits nach einem Monat mangels Zuschauer wieder abgesetzt. Die Sendung erreichte einen Marktanteil von 4 %, während Rai 3 über einen durchschnittlichen Marktanteil von 9 % verfügt.

## Auszeichnungen
Maria Luisa Busi hat verschiedene Journalistenpreise gewonnen, darunter Ilaria Alpi e Saint Vincent (überreicht durch den ehemaligen italienischen Staatspräsidenten Carlo Azeglio Ciampi). Außerdem ist sie 2001 zur beliebtesten Journalistin des „Campionato delle telegiornaliste“ gewählt worden.